# Lepicoleaceae
Lepicoleaceae là một họ rêu trong bộ Jungermanniales.